# Wuilmen Bravo
Wuilmen Bravo Isaga (Mantecal, 22 de diciembre de 1981) es un ciclista profesional venezolano.

## Palmarés
2007
- 1 etapa de la Vuelta a Venezuela

2009
- Clásica San Eleuterio, más 1 etapa
- 1 etapa de la Vuelta Internacional al Estado Trujillo
- 1 etapa de la Vuelta a Yacambu-Lara
- 1 etapa de la Vuelta a Santa Cruz de Mora

2010
- 1 etapa de la Vuelta a Cuba
- 1 etapa de la Vuelta Internacional al Estado Trujillo

2011
- Pablo Marin Labor Day Classic
- 1 etapa de la Vuelta a Venezuela
- GP Alto Apure

2013
- Vuelta a los Valles de Tuy
- 1 etapa de la Vuelta a Aragua

2014
- Vuelta a Paria

2015
- 1 etapa de la Vuelta a Santa Cruz de Mora
- 1 etapa de la Vuelta Internacional del Café

2017
- 1 etapa de la Vuelta al Táchira

2019
- 1 etapa de la Vuelta Ciclista a Miranda
- 1 Lugar Vuelta Ciclistica a Mantecal

## Equipos
- 2008  Gobernación de Apure - Indeportes
- 2009  Expresos Occidente - Alcaldía de Páez
- 2011  Fundación Nelson Cabrera - Gobernación de Trujillo
- 2013  Gobernación de Barinas
- 2014  Gobernación de Mérida - PDVSA
- 2015  Gobernación de Mérida
- 2017  JHS Aves